# مارسيل-كلود روي
مارسيل-كلود روي هو سياسي كندي، ولد في 11 سبتمبر 1936 في لافال في كندا، وتوفي بنفس المكان في 31 مايو 2018. نشط حزبياً في الحزب الليبرالي الكندي. وقد انتخب عضو مجلس العموم الكندي.